# Death Mask de Cáncer
Death Mask de Cáncer (蟹座のデスマスク Kyansā no Desu Masuku?), llamado Máscara de Muerte o Máscara Mortal en países de habla hispana, es un personaje de ficción del manga y anime Saint Seiya conocido en español como Los Caballeros del Zodiaco. Fue el Santo de oro de Cáncer hasta su muerte a manos de Shiryū de Dragón. Luego es revivido por Hades siendo muerto junto a Afrodita de Piscis a manos de Radamanthys de Wyvern, y luego revive para sacrificarse junto a los otros 11 caballeros dorados para destruir el Muro de Los Lamentos.

## Biografía

### Personalidad
Deathmask es de carácter severo y despiadado. Siempre aprovechando cualquier oportunidad para dejar salir su naturaleza cruel sin nunca mostrar algún tipo de miramiento, sólo se propone a seguir su propio concepto de la justicia o el ideal que elija seguir regido por otra persona.
Parece gozar el darle muerte a sus oponentes (aunque lo hace en seguimiento de su visión de justicia y no por propósitos personales) y sobre todo, gusta de exhibir sus victorias al mantener las almas de sus víctimas en el interior de su casa, en donde no siente remordimiento pese al dolor en los rostros que forman estas almas en pena. A pesar de su torcida idea de la justicia absoluta, Death Mask no es de aquel tipo que claudica, y sigue firme en lo que él cree.
Se podría decir que este santo de oro es uno de los más orgullosos batallantes de todo el santuario. Siempre mantendrá una postura muy alta frente a los demás junto al poder que porta. Automáticamente sólo se describe como un ser que nunca retrocede y jamás se da por vencido en ningún sentido. Su postura se mantendrá firme hasta ver el lado malo a la muerte, tal y como lo hace en su encuentro con Shiryu de Dragón. Tales ideales lo llevan a formar parte indirectamente en el complot de Saga de Géminis que usurpa el rol de Sacerdote supremo, y congenia con los ideales de Shura de Capricornio y Afrodita de Piscis: "La fuerza absoluta es la llave para la justicia absoluta".
Pero en la saga de Hades demostrará tener un valor sin igual y el poder tener el coraje de enfrentarse a cualquier adversidad al luchar verdaderamente por la justicia, siguiendo el plan creado por los “Ex” santos de oro a pesar de ser advertido por Shion que será recordado como un traidor por siempre por sus compañeros .
La personalidad de Deathmask es explotada a un grado de crueldad mayor que en la propia serie original, evocando lo convincente que resulta sirviendo al que tiene el mayor poder. Es de notar que poseía este carácter aún antes de descubrir que el Patriarca era falso, y servía a las órdenes sabiendo lo poco convenientes que eran para el bienestar general del Santuario. Llegó al extremo de herir a Aioria de Leo antes de su enfrentamiento con Hyperion del Ébano para que muriera. No fue sorpresa para el conocer el secreto de Saga, de hecho fue más inteligente que el resto de los santos (sin incluir a Mu y a Dohko) al enterarse del hecho de la traición de Saga, superando al mismo Shaka. Se muestra cruel y despiadado, pero también muy poderoso, al derrotar al Gigante Phlox de un solo golpe.
En Soul of Gold, la personalidad de Deathmask ha cambiado por completo siendo muy similar a la de Manigoldo, teniendo un carácter juerguista y despreocupado no deseando seguir luchando más y solo disfrutar su nueva vida, terminando enamorándose de una aldeana de Asgard y sufriendo mucho su muerte y la de Afrodita esto es lo que lo motiva a unirse a sus compañeros en la lucha contra Andreas y los God Warriors, cambiando su antigua filosofía decidiendo ahora proteger la vida por pequeña que sea siendo esto la razón de que su armadura le acepte nuevamente como unos de los Gold Saints.
Utilizando el Indicador Myers-Briggs (MBTI) para describir uno de los dieciséis tipos de personalidad, Deathmask, podría ostentar las siglas ENTP (Extraversión, iNtuición, pensamiento -Thinking-, Percepción) que presenta la siguiente característica:

### En Episode G
Death Mask aparece por primera vez en la reunión dorada y mantiene una breve pelea con Aioria hasta que ambos son interrumpidos por el Patriarca. Cuando los gigantes atacan el santuario pelea contra Phlóx de Cianós, a quien derrota fácilmente con sus ondas infernales. Luego Saga le revela la verdad y decide seguirlo con tal de que este pueda lograr un mundo donde reine la justicia.

### Antes de las 12 Casas
El Santo de Cáncer es enviado para asesinar al maestro de Shiryū, Dohko de Libra, pero el discípulo se interpone en su camino. El Caballero de Oro lo derrota con facilidad pero debe retirarse cuando Mū de Aries hace acto de presencia y Death Mask decide no entablar combate contra él, pues un combate entre Caballeros de Oro hubiera sido de demasiada envergadura.

### En las 12 Casas
Al llegar Seiya y Shiryū a la Casa de Cáncer, el Dragón se queda peleando con Death Mask. La pelea transcurre primero en su Casa y luego frente al pozo Yomotsu que comunica con el mundo de los muertos. Aunque el Caballero de Oro llevaba una ventaja abrumadora, comete una gran cantidad de errores debido a su arrogancia y es detenido por los rezos de Shunrei en el Anime. Finalmente es abandonado por su armadura de oro, quien ya no lo consideraba digno portador por todas las cosas que hizo en vida.
Esto es aprovechado por Shiryū quien después de recibir la ayuda de Atenea y Shunrei, despierta el Séptimo Sentido y logra golpearlo para que este caiga al Yomotsu.

### En Hades
Death Mask sería resucitado por Hades en esta saga junto a los demás Caballeros de Oro y algunos de Plata (en la versión animada). Pelea junto a Afrodita de Piscis pero ambos son derrotados por el Starlight Extinction (extinción estelar) de Mu, el Caballero de Oro del signo de Aries. Luego de esto, Cáncer y Piscis deciden ir a enfrentar por su cuenta al dios Hades, pero son interceptados por uno de los tres Jueces del Hades (Kyotos) Radamanthys de Wyvern en el camino. Ambos Caballeros de Oro son derrotados al tener su Cosmos reducido al 10% por la Barrera de Hades, revelando que si juramento a Hades fue una farsa para volver a la vida y apoyar el plan de Shion de Aries. Tras su derrota son enviados de vuelta al mundo de los muertos.
Hay diferencias en esta escena entre la versión original de Masami Kurumada en el MANGA y la versión de TOEI en el Anime. En la versión manga de kurumada Radamanthys posee el mismo poder de Death Mask para lanzar "Ondas Infernales", el cual emplea contra Afrodita de Piscis y Death Mask;dentro del castillo de Hades; en el anime Es entonces cuando los arroja a ambos al Yomotsu.
Esta escena generó conflictos con la serie, siendo calificada de un "clamoroso disparate" pues es imposible emplear ese poder contra Death Mask ya que él es libre de viajar y salir a la Colina del Yomotsu cuando el quiera a voluntad y a las proximidades del mismo, y nunca se debió sentir intimidado por haber sido enviado allí. Y mucho menos suplicaría piedad por su personalidad arrogante y orgullosa ni huiría como cobarde. En todo caso se supone según la idea original de Kurumada que toda la batalla fue dada dentro del castillo de Hades por lo que todo el tiempo estuvieron dentro de la barrera de Hades lo cual justifica el hecho de ser vencidos tan fácilmente. De hecho en la escena del manga original Radamanthys los ataca a traición, matándolos al instante lo que hace que el lugar de la batalla (ya sea el castillo de Hades o el Yomotsu) sea irrelevante porque fueron muertos por la espalda.
Al final de la saga, Death Mask volvería a aparecer junto a sus 11 compañeros para sacrificarse y destruir el Muro de los Lamentos. En esta escena no se muestra palabra o diálogo alguno de Death Mask. No obstante, Mu de Aries le muestra gratitud por su presencia y decisión.

### Next Dimension
DeathMask aparece como un espíritu en el manga Next Dimension, secuela oficial del manga clásico de Saint Seiya.

### Saint Seiya: Soul of Gold
Al igual que sus 11 compañeros, Deathmask también forma parte de la trama del spin-off Saint Seiya: Soul of Gold, la primera saga protagonizada exclusivamente por los 12 santos de oro atenienses.
La historia muestra a los 12 santos atenienses en el momento de ofrecer su vida para la destrucción del Muro de los Lamentos en la Saga de Hades. Sin embargo, los mismos descubren de manera fortuita que fueron revividos y trasladados hacia Asgard, donde un nuevo patriarca se proclamó como representante del dios Odín, en reemplazo de la dama Hilda de Polaris. En este sentido, Deathmask hace su aparición deambulando por el pueblo, sin preocuparse por lo que iba a suceder. En ese momento, conoció a una joven pueblerina llamada Helena, por la que comenzó a desarrollar sentimientos. Esta alternativa, termina provocando un cambio dentro de su personalidad, más allá de haber adquirido ciertos vicios como la ludopatía y el alcoholismo. Durante su estancia en Asgard, se reencuentra con su compañero Afrodita de Piscis, con quien al igual que en la Saga de Hades, vuelve a forjar una relación de amistad, llegando a compartir espacio en una pensión. Durante ese encuentro entre ambos caballeros, Afrodita le comunica a Deathmask los rumores de la aparición de Aioria de Leo en alguna parte de la aldea, lo que pone en alerta a Deathmask, ya que su intención es la de aprovechar su resurrección como una nueva oportunidad para redimirse de su vida pasada, al mismo tiempo, rechaza la idea de unirse nuevamente en combate con sus compañeros, por miedo a que la armadura vuelva a rechazarlo.
En efecto, las sospechas son confirmadas debido a un encuentro fortuito entre Aioria y Deathmask, luego de que este último fuese echado a patadas de una taberna por haberse endeudado. Tras haber sido auxiliado por Lyfia, Deathmask explica a Aioria su idea de no volver a combatir, por lo que el santo de Leo busca la forma de confrontarlo. Finalmente y tras ser advertido por el propio Deathmask sobre los resultados de un combate entre dos santos de oro, Aioria se retira junto a Lyfia, dejando solo a Deathmask quién respira aliviado por la reacción de su colega (la misma, podía también ser una toma de conciencia por parte del Caballero de Cáncer, de la diferencia de poderes entre ambos).
Tras haberse librado de Aioria, Deathmask continuó con su vida de juerga logrando sobreponerse económicamente. Esta situación, le permitió no solo saldar sus deudas, sino también ayudar económicamente a Helena. Con lo que no contaba era con que la joven terminaría siendo raptada por el malvado Faffner, quién secuestra a Helena para experimentar con el árbol de Yggdrasill. Alarmado por lo ocurrido, Deathmask busca confrontar la situación y se hace presente en el sitio donde previamente, su camarada Afrodita se hizo presente para rescatar a Helena. Tras llegar al sitio, Deathmask observa con impotencia como su camarada Afrodita es atravesado y absorbido por una raíz del Yggdrasill, luego de haber rescatado a una moribunda Helena. Tras ver a su compañero ser absorbido por las raíces del árbol maligno y ante la posterior aparición del patriarca Andreas Riise, Deathmask amenaza a Andreas con matarlo, pero el patriarca se rehúsa a enfrentarlo ya que no poseía su armadura. En un acto de valentía, Deathmask responde que no necesita de su armadura para enfrentarlo, sin embargo la armadura se manifiesta y al ver el cambio de actitud de Deathmask acude a su ayuda. De esta manera, vuelve a convertirse en el Santo de Oro de Cáncer, sin embargo sus ataques son fácilmente repelidos por Andreas, quien tras esto desprecia a Deathmask tildándolo de ser un caballero muy débil como oponente. Esta situación, termina siendo la llave que provoca el cambio definitivo en Deathmask, quien se reconoce a sí mismo como el más débil de los 12 santos de Oro, pero aun así y alentado por el amor que comenzó a profesar hacia Helena, hace estallar su cosmo convirtiendo a su cloth en una Armadura Divina. Tras adquirir su Armadura Divina, Deathmask lanza un ataque similar al Plasma Relámpago de Aioria, haciendo cenizas la porción del Yggdrasill que se encontraba en el campo de batalla y provocando la huida de Andreas. Tras esto, se acerca hacia Helena para rescatarla, pero llega tarde ya que ella termina muriendo en sus brazos, haciéndolo estallar en dolor.
Tras su combate con Andreas, Deathmask se encamina a ayudar a sus compañeros a destruir los tres puntos débiles de la barrera del Yggdrasill, llegando al Valtalgelm, la cámara de la sabiduría, donde Mu de Aries se encuentra librando una batalla contra Faffner de Nige, el dios guerrero que experimentaba con las almas de los humanos. Conocedor de que este último fue el responsable de la muerte de Helena, Deathmask releva a Mu en el combate trasladando a Faffner a la Colina de la Muerte, utilizando sus Ondas Infernales. Sin embargo, antes de iniciar la pelea, Faffner intenta extrorsionar al Santo de Oro, mostrándole las almas de los pequeños hermanos de Helena, sin embargo confiesa que aun los mantiene con vida, pero que si él muriese los niños morirían con él. Para colmo, al haberlo llevado al Inframundo, el zafiro de Odín que alimenta la armadura de Faffner hace lo propio con el alma de los muertos, aumentando su poder. Al verse envuelto en una encrucijada, las almas de los niños se comunican con Deathmask y lo alientan a que derrote a Faffner y vengue la muerte de Helena. Es así como Deathmask se dispone a acabar con Faffner invocando una vez más a su Armadura Divina, pero abrazándose a un precepto que la propia Helena le hizo ver: "Por pequeña que sea una vida, nadie tiene derecho a arrebatarla". Al ver el resplandor de la Armadura Divina, Faffner vuelve a tratar de extorsionar a Deathmask, pero este termina ejecutando su Ataúd de Ondas Infernales con el que termina derrotando a Faffner de una forma especial: Considerándolo como un ser con un alma podrida, no merecía seguir con vida, pero al mismo tiempo la muerte iba a ser un honor demasiado alto para merecerla. Por lo tanto, lo terminó condenando a vivir semisepultado en el Inframundo, donde sería pisoteado por las almas de los muertos sin poder liberarse de ese suplicio. Una vez finalizado su combate Deathmask regresó al Valtalgelm, pero fue tal el uso de sus energías que terminó sucumbiendo, dejándose absorber por el Yggdrasill.
Tras la manifestación de Loki y el despertar de la lanza de Gugnir, Deathmask y los demás caballeros resucitan de su letargo y aparecen para ayudar a Aioria y Aioros a eliminar al dios de la mentira. Es así que comienzan un ataque formando equipos de a dos caballeros, siendo Deathmask y Afrodita los primeros en atacar combinando las Rosas Diabólicas con las Ondas Infernales. Tras repeler todos los ataques de los Santos de Oro, Loki se dispone a dar el golpe final, sin embargo la Diosa Atenea comienza a enviar pétalos bañados en sangre alentando a los caballeros a continuar peleando. Esto provoca que los caballeros invoquen sus Armaduras Divinas iniciando el ataque final combinado que termina acabando con Loki. Tras haber logrado restaurar la paz e iniciarse el regreso de los Santos de Oro al más allá, Deathmask es el único que expresa deseos de seguir viviendo, sin embargo es arrastrado por Afrodita, quien le regaña no tener modales ni para despedirse. De esta forma, terminó la historia de este personaje en esta saga.
Es de rescatar en esta nueva faceta de Deathmask, que tras su momentánea resurrección, decide dejar de lado la vida que llevó en su pasado donde cometió mil y un atrocidades en nombre de lo que él creía que era justicia. Al mismo tiempo, se destaca el hecho de que comienza a aflorar en él sentimientos hacia otra persona (la aldeana Helena), convirtiéndolo en un defensor del valor necesario para proteger a los seres queridos, tal como lo expresara en su último ataque contra Loki. A su vez, su cambio de personalidad le permite reconocerse ante su enemigo como "el más débil de los 12 caballeros", aunque su valentía y su entrega lo sigue poniendo como un rival de cuidado. Por último, también se destaca su socialismo con sus demás compañeros, principalmente con Afrodita de Piscis con quién además de trabar una amistad cercana, protagonizan un momento cómico a la hora del retiro de los caballeros hacia el descanso eterno.

### En las películas
Aparece en la tercera película, siendo resucitado por el dios Abel, (un error es que en la traducción en español afirma ser más poderoso que en el pasado pero en verdad no contaba con todo su poder como garantía de una posible traición a Abel) aunque vuelve a ser derrotado por Shiryū de Dragón. En esta pelea se muestra a un Death Mask con bastante decisión y técnicas (más bien ataques genéricos) que se asemejan mucho a las del Caballero de Oro del signo de Leo, Aioria. También aparece en la quinta película con su alma sellada junto a la de sus compañeros dorados.

## Técnicas especiales
- Sekishiki Meikai Ha (積尸気冥界波?): Es un Hueco por el cual las almas de los seres pertenecientes de yomotsu se elevan, así al levantarse crean una energía que nadie, nadie puede superar, juntando las palmas de sus manos, concentrando su cosmos, va succionando al enemigo en contra de su voluntad; este queda paralizado. Con lo que puede separar el alma de su rival del cuerpo. Luego lo transporta frente al Yomotsu donde cae en el mundo de la muerte por toda la eternidad....

- Ondas Infernales: Son una serie de ondas que trasladan a su oponente hacia el Inframundo, lugar donde Deathmask aparentemente posee un mayor dominio de sus poderes. En tres oportunidades esta situación no surte efecto, siendo derrotado por Shiryū de Dragón en la Batalla de las 12 casas y por Radamanthys de Wyvert en la Saga de Hades, mientras que en Soul of Gold corrió riesgo de ser derrotado por Faffner de Nige, sobreponiéndose finalmente con el uso de su Armadura Divina.

- Ataúd de Ondas Infernales: Forma mejorada de su técnica de las Ondas Infernales, por la cual captura a su oponente con una combinación de Ondas, permitiéndole castigarlo a su antojo. Esta técnica fue aplicada en Soul of Gold, durante la batalla contra Faffner de Nige, donde Deathmask terminó por condenar a su enemigo a vivir semisepultado en el Inframundo, donde las almas de los muertos lo pisotearían por toda la eternidad.

## Habilidades especiales
- Death Mask es un buen manejador en lo que a poderes mentales se refiere, es capaz de usar una fuerte telekinesis y mover objetos a grandes distancias, además puede teletransportarse a lugares muy lejanos.

- Es el único de los Santos de Oro que puede entrar y salir libremente del Yomotsu Hirasaka (Colina de los muertos).

- La casa de Cáncer está tapizada hasta en el suelo por los rostros de todas las personas a las que Death Mask ha asesinado, de ahí viene su sobrenombre.

- En La Película la leyenda del santuario se ve como Death Mask también puede usar Rayos Ken como Saga y similar al plasma relámpago de Aioria de Leo.